# Southwest Airlines
Southwest Airlines este o companie americană care operează o linie aeriană low-fare (low-cost).